# Кадіївка (станція)
Кадіївка (до 1895 року — Ізюм, до 1978 — Алмазна) — вантажна залізнична станція 4-го класу Луганської дирекції Донецької залізниціна лінії Дебальцеве — Попасна між станціями Сокологірськ (14 км) та Ломуватка (9 км). Розташована в місті Алмазна Алчевського району Луганської області.

## Історія
Станція відкрита на дільниці Дебальцеве — Попасна Донецької кам'яновугільної залізниці 1 грудня 1878 року, у невеличкому поселенні, яке тоді мало назву Ізюм (нині — Алмазна), бо першими його мешканцями були вихідці з Ізюмського повіту Харківської губернії. За назвою поселення станцію також було названо Ізюм. Однак, щоб не плутати цю з однойменною станцією у місті Ізюм Харківської губернії, її згодом було перейменовано на Алмазну, за назвою вугільного пласту Алмазний. Незабаром і поселення Ізюм було перейменоване на Алмазну.
Сучасна назва станції походить від сусіднього міста Кадіївка (у 1978—2016 роках — Стаханов), у західному передмісті якого вона розташована і пов'язана з ним автомобільним транспортом. З 1937 по 1992 роки до Алмазної курсував трамвайний маршрут № 2, після 1992 року його замінили тролейбусним маршрутом № 1, незабаром він був скасований, натомість призначений маршрут № 4 (закритий з 2011 року, у зв'язку з ліквідацією тролейбусної системи). Через військову агресію Росії на сході Україні транспортне сполучення припинене.
У травні 2023 року, в ході дерусифікації інфраструктури «Укрзалізниці», Луганська ОВА запропонувала долучитися до обрання назв 9 станцій, що на Луганщині, в тому числі і станцію Стаханів, яку передбачалось перейменувати на однойменну назву з містом.
17 січня 2025 року постановою Кабінету Міністрів України станцію перейменовано на Кадіївка.